# Как-то раз в Алеппо...
«Как-то раз в Алеппо…» или «Однажды в Алеппо…» (англ. That in Aleppo Once...) — рассказ Владимира Набокова, относящийся к американскому периоду его творчества. Был написан и опубликован в 1943 году, вошёл в состав сборника «Девять рассказов» (Нью-Йорк, 1947).

## Сюжет и история текста
Текст рассказа носит исключительно игровой характер: это письмо писателю В. другого писателя, персонажа ещё ненаписанного им произведения, которое заканчивается просьбой прояснить его судьбу и по возможности пощадить. Герой рассказывает о своём трагическом браке с женщиной, постоянно ему изменявшей. Названием стала цитата из трагедии Уильяма Шекспира «Отелло»: со слов «Как-то раз в Алеппо…» заглавный персонаж начинает рассказ об убийстве турка, становящийся прологом к самоубийству.
Рассказ был написан в мае 1943 года и увидел свет в бостонском литературном журнале Atlantic Monthly в ноябре того же года. В 1947 году автор включил рассказ в сборник «Девять рассказов» (англ. Nine Stories), в 1958 — в сборник «Набоковская дюжина» (англ. Nabokov's Dozen).